# Daleh Marz
Daleh Marz (persiska: دَلِه مَرز, دَلامَرز, دِلامَرز, دَلَه مَرز, دله مرز) är en ort i Iran.   Den ligger i provinsen Kurdistan, i den nordvästra delen av landet, 500 km väster om huvudstaden Teheran. Daleh Marz ligger 862 meter över havet och antalet invånare är 636.
Terrängen runt Daleh Marz är bergig åt sydväst, men åt nordost är den kuperad. Daleh Marz ligger nere i en dal. Runt Daleh Marz är det ganska tätbefolkat, med 65 invånare per kvadratkilometer. Närmaste större samhälle är Pāveh, 14,2 km sydväst om Daleh Marz. Trakten runt Daleh Marz består i huvudsak av gräsmarker.